# هيروفومي واتانابي
هيروفومي واتانابي (باليابانية: 渡部 博文) (مواليد 7 يوليو 1987)، هو لاعب كرة قدم ياباني سابق كان يلعب كمدافع.

## وصلات خارجية
- هيروفومي واتانابي على موقع رابطة كرة القدم اليابانية للمحترفين (اليابانية)
- هيروفومي واتانابي على موقع قاعدة بيانات كرة القدم.إي يو (الإنجليزية)
- هيروفومي واتانابي على موقع Soccerway.com (الإنجليزية)
- هيروفومي واتانابي على موقع عالم كرة القدم.نت (الإنجليزية)
- هيروفومي واتانابي على موقع كووورة